# Филипсбург (Германия)
Филипсбург (нем. Philippsburg) — город в Германии, в земле Баден-Вюртемберг.
Подчинён административному округу Карлсруэ. Входит в состав района Карлсруэ. Население составляет 12 418 человек (на 31 декабря 2010 года). Занимает площадь 50,56 км². Официальный код — 08 2 15 066.

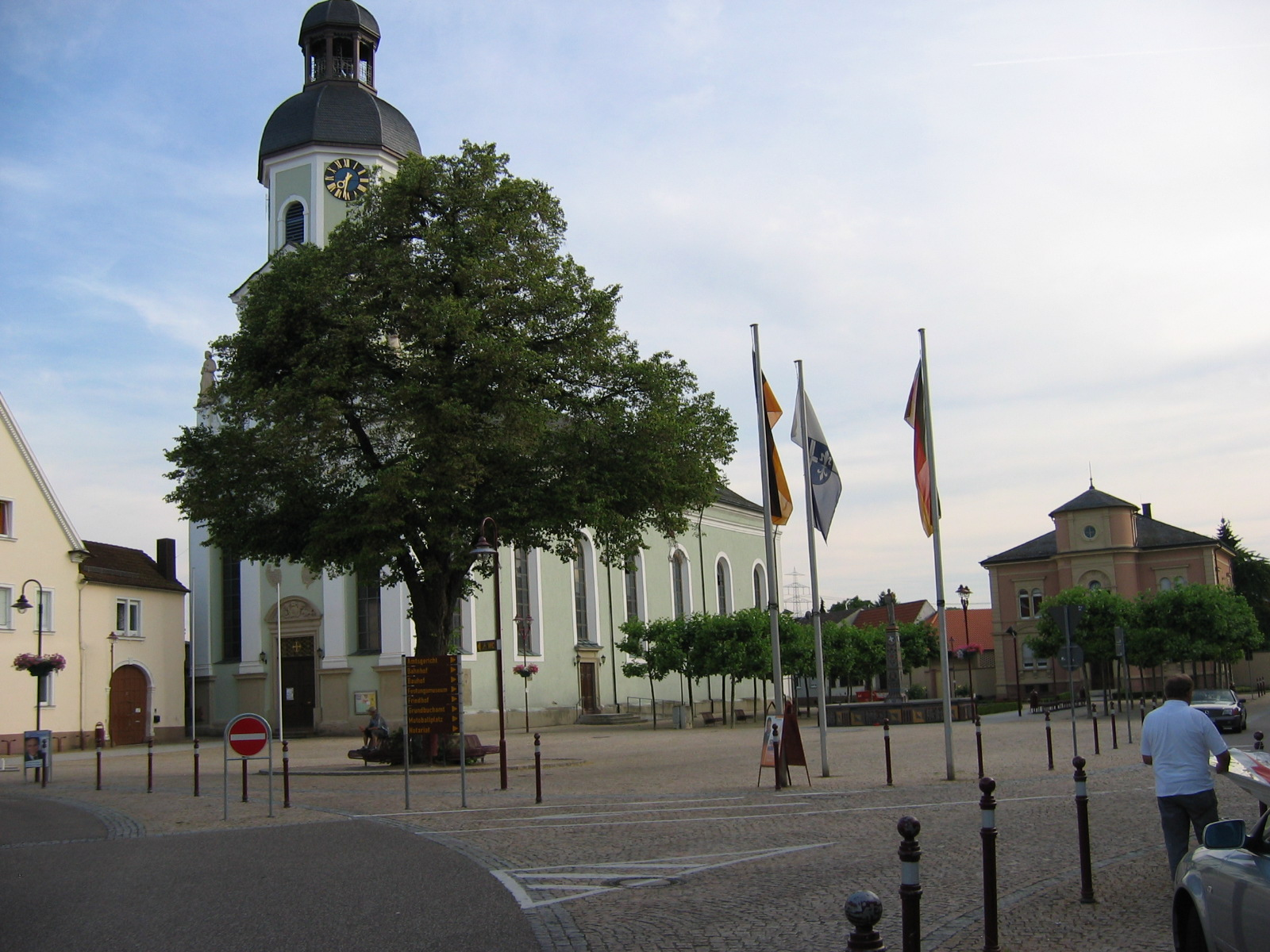
Иль-де-Ре площадь

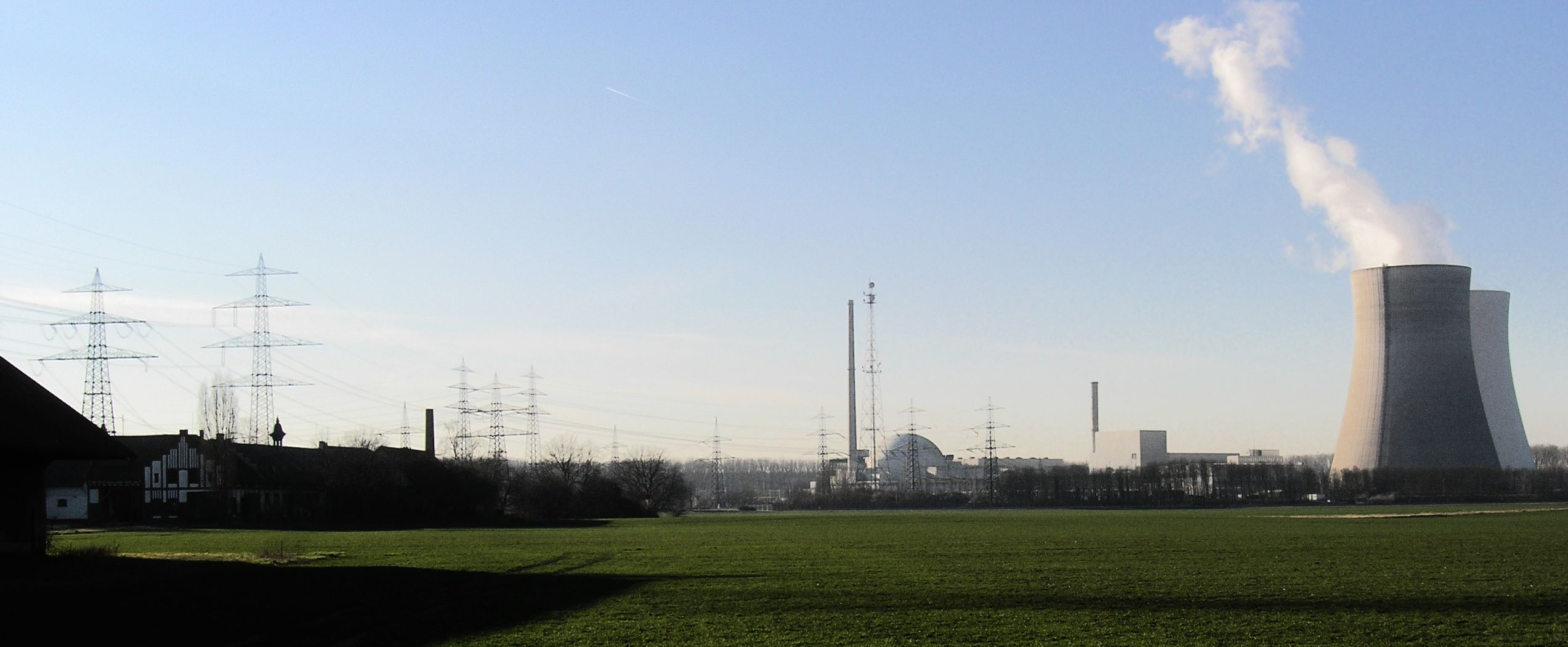
Сельское хозяйство и АЭС Филипсбург

## История города
До 1632 года город назывался Уденхайм (нем. Udenheim). В 1371—1803 годах являлся столицей Шпейерского княжества-епископства.